# Anomis variolosa
Anomis variolosa là một loài bướm đêm trong họ Erebidae.